# Hitlisten
Hitlisten, oprindeligt Tracklisten, er Danmarks officielle top 40 hitliste, som opdateres hver onsdag ved midnat på hjemmesiden hitlisten.nu. Den ugentligt opdaterede liste sammensættes ved indsamling af data fra salg og streams af sange, albums, CD'er etc. fra detailledet (fx streamingtjenester, downloadtjenester, supermarkeder og pladebutikker). Dataindsamlingen foretages af M&I Service, som sammensætter listen på vegne af IFPI Danmark (International Federation of the Phonographic Industry). Der findes desuden en separat vinyl-oversigt samt en oversigt over de mest spillede sange på de mest lyttede danske radiostationer, kaldet Airplay-listen.

## Tidslinje

### 1965–1979
- Den første officielle danske hitliste udkom for første gang i april 1965, hvor den danske afdeling af International Federation of the Phonographic Industry (IFPI) udgav en månedlig Top 20-liste. Denne officielle liste blev udgivet i flere større aviser og dagblade, som indtil da alle havde udgivet deres egne hitlister.
- I april 1969, efter at Danmarks Radio nedlagde deres ugentlige Top 20-liste, begyndte IFPIs liste i stedet at blive udgivet ugentligt. En ulempe ved listen var at den var bygget på, hvor meget butikkerne købte ind for, og ikke hvor meget de faktisk solgte til kunderne.[2]
- Fra maj 1973 til december 1978 optrådte singler og albums på samme liste efter forespørgsel fra Danmarks Radio, der ønskede mere variation i deres ugentlige hitliste-segment.[3][4] I løbet af denne periode nåede kun få singler til toppen af listen og Danmarks Radio stoppede med at præsentere IFPIs hitliste i starten af 1977, da listen var baseret på salg til distributører og ikke butikkernes salg til kunderne.[5] Album- og single-hitlisterne blev adskilt igen i januar 1979.
- Den 5. januar 1979 – den første officielle singles-liste blev udgivet i Danmark. IFPI Danmark stod bag listen, som for første gang var bygget på butikkernes salgstal til kunderne. Tabloidavisen B.T. udgav listen hver fredag, hvor avisen dog kun publicerede Top 10 ud af IFPIs officielle Top 30.[6][7]

### 1981–2002
- 12. juni 1981 – B.T. begyndte at publicere IFPIs Top 15 efter flere måneders strejke.[8]
- April 1990 – B.T. blev mere og mere utilfredse med IFPIs single- og albumhitlister og begynder at publicere Top 10 i deres aviser.[8]
- 5. juni 1992 – B.T. stoppede med at bringe IFPIs liste, da IFPI kun inkluderede data fra medlemmer af IFPI,[9] og B.T. begyndte i stedet at producere deres egne album Top 20-lister baseret på faktisk salgsdata.[10][11] IFPI Danmarks lister; Top 30 og Top 10, blev dog fortsat publiceret i det europæiske musikmagasin Music & Media. Den danske Top 30-liste blev brugt af Music & Media til at sammensætte den internationale European Hot 100 Singles-listen.[12]
- 1. januar 1993 – IFPI og AC/Nielsen Marketing Research indledte en testperiode, hvor en ny officiel liste skulle baseres på faktiske salg i 80 udvalgte butikker i Danmark.[13] Music & Media annoncerede også at IFPI Danmark var i den indledende fase mod at lancere en national airplay-liste i samarbejde med AC Nielsen.[14]
- 5. marts 1993 – Den nye officielle danske liste blev lanceret. Music & Media annoncerede dette den 16. januar 1993,[13] men listen blev først implementeret fra den 10. juli 1993.[15] Listen var sammensat som en Top 50 af IFPI/Nielsen, men kun Top 20 blev publiceret i Danmark og Music & Media publicerede kun Top 10. Hele Top 50-listen blev dog brugt af Music & Media til at sammensætte den internationale European Hot 100 Singles-listen.[16]
- Fra uge 15 i 1996 var den danske Top 20-liste ikke det samme som Top 20 på Top 50-listen. Dette skete fordi at mens Top 20 officielt blev udgivet, blev Top 50, der blev holdt internt og givet til Music & Media, bygget på salgsdata fra to ugers salg af gangen for at holde listen stabil i et lille marked som Danmark.[17]
- I december 1997 fremlagde pladeselskabet Scandinavian Records en klage til IFPI, da de mente at de officielle lister blev skabt ud fra en overvægt af data fra salg i supermarkeder end salg fra faktiske musikbutikker. Denne anklage kom efter deres dance-kunstner, Sash!, kom ind på albumhitliste med It's My Life liggende på 2. pladsen efter at have solgt 2000 enheder, men faldt til at ligge på 20. pladsen den følgende uge til trods for at have solgt 8000 enheder.[18]
- I 2000 var den officielle Top 20 igen ens med Top 20 på Top 50 som blev brugt af Music & Media.[17]
- I december 2000, annoncerede IFPI at de ville relancere de danske hitlister med det formål at skulle bruges universelt, da mange forhandlere, TV- og radiostationer producerede deres egne lister.[19]
- I november 2002, rapporterede Music & Media at omtrent halvdelen af Top 40 album-hitlisten var besat af danske kunstnere.[20]
- Marts 2006 - IFPI oprettede en single-hitliste udelukkende baseret på downloade sange kaldet Download Top 20.[21]

### 2007–nu
- 1. november 2007 – Efter flere år med nedadgående salg af CD-singler i Danmark, valgte IFPI at inkluderet downloads i deres optællinger, hvorved Download Top 20-listen blev nedlagt og blev en del af Tracklisten Top 40 (senere Track Top 40), som blev den nye officielle hitliste.
- 2011 – En streaming Top 20-liste blev oprettet.
- 14. november 2014 – Tallene for downloads har været nedadgående og streaming har taget over. Streaming blev fra denne dato fuldt integreret i den officielle single-hitliste. Ingen ændringer er sket siden.[22]
- Juni 2015 - IFPI besluttede at nye musikudgivelser fra og med 10. juli 2015 skal udkomme om fredagen. Initiativet, der støttes af mere end 45 lande, er lavet for at ensarte udgivelsen af musik på verdensplan. Hidtil er musik blevet udgivet i lande som Danmark om mandagen, i Tyskland om fredagen, og i USA om tirsdagen.[23] De officielle hitlister (bortset fra Airplay-listen) opdateres herefter hver onsdag kl. 00.01.[24]

## Nuværende lister
De nuværende Hitlisten-lister er:
- Album Top-40: Liste over de 40 mest solgte albums og EP'er i forbindelse med salg af cd'er, downloads og streaming. Streams omregnes til albumenheder og lægges sammen med salgstallene for cd'er og downloads.[25]
- Track Top-40: Liste over de 40 mest streamede og downloadede tracks. Streams omregnes til trackenheder og lægges sammen med downloadede tracks fra fx iTunes.[25]
- Compilation Top-10: Listen over de 10 mest solgte compilation-albums i forbindelse med salg af cd’er, downloads og streaming.[25]
- Airplay Top-20: Listen over de 20 mest spillede sange på de mest lyttede danske radiostationer.[25]
- Vinyl Top-40: Listen over de 40 mest solgte vinyl albums i Danmark.[25]
- Årslister: Alle årslisterne følger reglerne for ugelisterne, men dækker perioden fra 1. januar til og med 31. december det pålydende år.[25]